# Emilio Rubiales Rojas
Emilio Rubiales Rojas (Madrid, 24 de mayo de 1936-Ubrique, 27 de octubre de 2009) es un político español del Partido Socialista de Andalucía, antecesor histórico del Partido Andalucista, alcalde de Ubrique y Diputado del Congreso de los Diputados en la I Legislatura. Fue militante del PA en San Fernando, siendo uno de los más históricos del partido en la provincia.

## Biografía
Licenciado por la Universidad Complutense de Madrid, casado y con seis hijos. Marroquinero de Profesión, es cofundador de una cooperativa de producción artesanal en Ubrique. 
Se afilió a la Unión Sindical Obrera, siendo el fundador de la Asamblea de dicho pueblo. Comenzó en la alcaldía en 1979, siendo el primero de la democracia. Fue diputado en el Congreso por Cádiz entre 1979 y 1982, en la I Legislatura.
Ocupó varios cargos en el Partido Andalucista como en el Partido Socialista de Andalucía, siendo militante del partido en San Fernando (Cádiz).
Falleció en 2009, tras una penosa enfermedad.
Por último tiene una calle a su honor, en Ubrique llamada Avenida Alcalde Emilio Rubiales Rojas.